# لی ون‌لیانگ

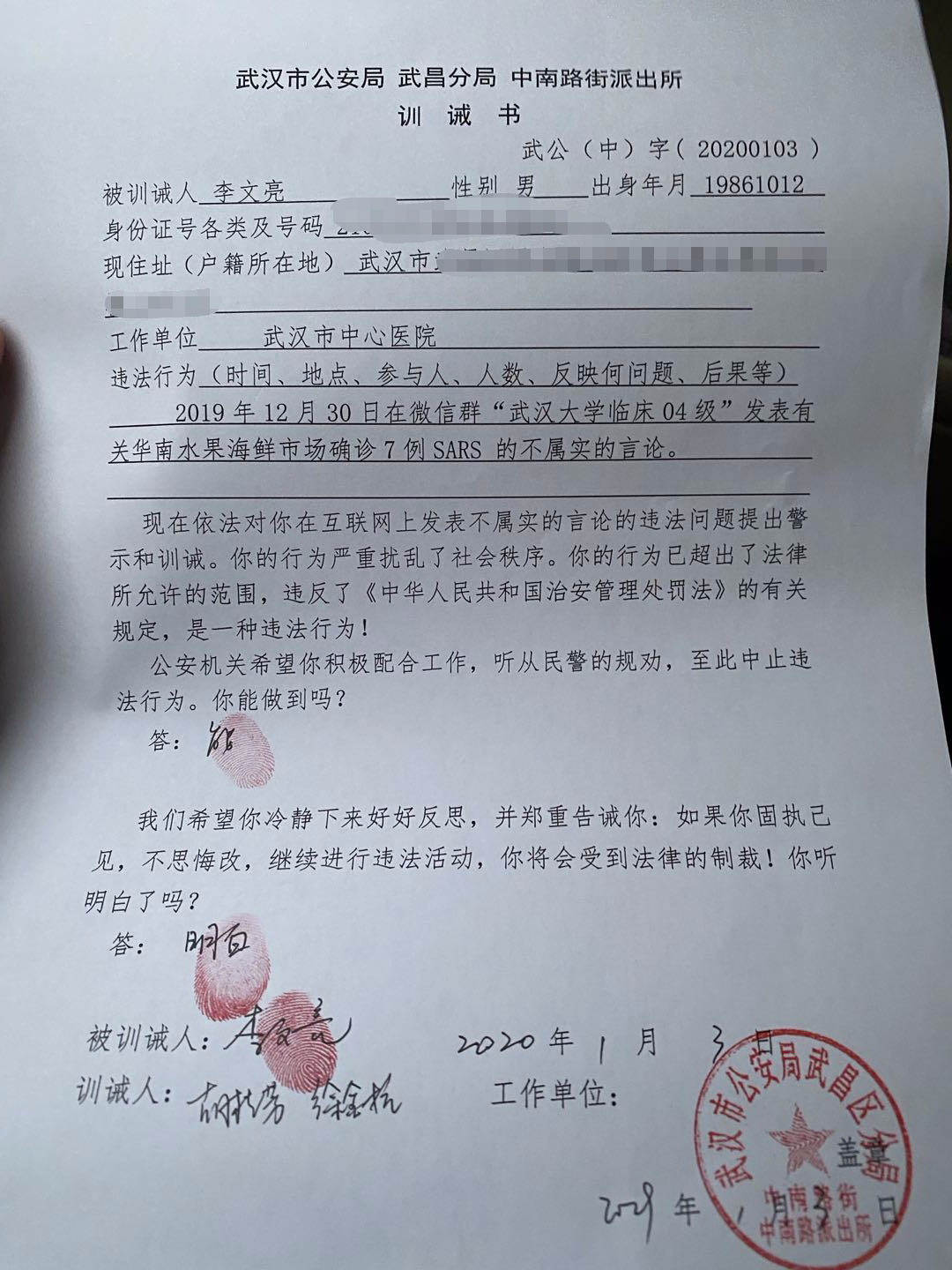
نامه هشدار صادر شده توسط دفتر پلیس ووهان به لی که در آن توصیه به توقف انتشار شایعات دربارهٔ سارس کردند. لی آن را در حساب سینا ویبو خود آپلود کرد.

لی ون‌لیانگ (انگلیسی: Li Wenliang; زاده ۱۲ اکتبر ۱۹۸۶ – درگذشته ۷ فوریهٔ ۲۰۲۰) چشم‌پزشک اهل چین بود. او اولین فردی بود که در ۳۰ دسامبر ۲۰۱۹ در مورد نشانه‌های ظهور ویروس کرونا هشدار داد. در ۳ ژانویه ۲۰۲۰، پلیس ووهان به او هشدار داد که اظهار نظرات نادرستی در اینترنت داشته و ممکن است به علت «تشویش اذهان عمومی و انتشار اطلاعات کذب» بازداشت شود. لی ون‌لیانگ خود قربانی این اپیدمی شد و جان باخت.

## اوایل زندگی
لی ون یانگ در ۱۲ اکتبر ۱۹۸۶ در بیژن، لیائونینگ متولد شد. وی در دبیرستان بیژن (北 镇 市 高级中学) شرکت کرد و با عملکرد عالی دانشگاهی فارغ‌التحصیل شد. در سال ۲۰۰۴، وی در آزمون ورودی کالج ملی (gaokao) نمره ۶۰۹ را کسب کرد و در دانشکده پزشکی دانشگاه ووهان به عنوان دانشجوی پزشکی بالینی در یک برنامه دوره هفت ساله ترکیبی لیسانس و کارشناسی ارشد پذیرفته شد. او در سال کمال فعالیت خود به حزب کمونیست چین پیوست. معلم وی گفت که او یک دانش آموز کوشا و صادق است. همکلاسی‌های دانشکده وی گفتند که او طرفدار بسکتبال است.
پس از فارغ‌التحصیلی در سال ۲۰۱۱، وی به مدت سه سال در مرکز چشم Xiamen در دانشگاه Xiamen مشغول به کار شد. یک کارآموز سابق در Xiamen اظهار داشت که لی آنقدر نسبت به بیماران خود صبور بوده‌است که هرگز نارضایتی از بیماران نشان نداده‌است حتی وقتی که بیماران نتوانستند سخنان اورا بشنوند یا درک کنند. همکاران وی او را به عنوان یک شخص عادی توصیف کردند، کسی که یکبار توسط مدیر خود سرزنش شد، کسی که هنگام مرتب کردن تکه‌های سوابق پزشکی احساس ناراحتی می‌کرد، کسی که یکبار هنگام خرید محصولات اپل تقلب کرد. وی در سال ۲۰۱۴ به ووهان بازگشت تا به عنوان چشم پزشک در بیمارستان مرکزی ووهان مشغول به کار شود.

## افشاگری در مورد شیوع کووید-۱۹
در ۳۰ دسامبر سال ۲۰۱۹ لی گزارش بیماری را دید که با اطمینان بالا نتیجه مثبت آزمایش کورونا ویروس سارس را نشان داده‌است. در ساعت ۱۷:۴۳ وی در یک گروه خصوصی وی چت از همکلاسی‌های دانشکده پزشکی خود نوشت: «۷ مورد تایید شده سارس از بازار غذاهای دریایی هوانا گزارش شده‌است.» وی همچنین گزارش معاینه بیمار و تصویر سی تی اسکن را منتشر کرد. در ساعت ۱۸:۴۲ وی افزود: «آخرین اخبار، تأیید شده‌است که آنها دارای عفونت‌های کورونا ویروسی هستند، اما نژاد اصلی ویروس فرعی است». لی از اعضای گروه وی چت خواست تا خانواده و دوستان خود را برای انجام اقدامات حفاظتی به آنها اطلاع دهند. او ناراحت بود که این بحث مخاطبان زیاد تری از آنچه انتظار داشت به دست آورد.
وقتی اسکرین شات پیام او در فروم‌های چینی انتشار یافت و جلب توجه زیادی کرد مدیر او وی را به خاطر فاش کردن اطلاعات سرزنش کرد.
در ۳ ژانویه سال ۲۰۲۰، پلیس از دفتر امنیت عمومی ووهان در مورد این پرونده تحقیق کرد و از لی بازجویی کرد، به او هشداری داد و لی را به دلیل «اظهارنظرهای دروغین در اینترنت» محکوم کرد. او مجبور شد تا کاغذی را امضا کنه که در آن وعده می‌داد دیگر این کار را انجام ندهد. پلیس به لی هشدار داد که اگر او به نقض قانون ادامه دهد، تحت پیگرد قانونی قرار خواهد گرفت.
پس از هشدار، لی به کار خود در بیمارستان بازگشت. در ۳۱ ژانویه او نامه هشدار پلیس را در شبکه اجتماعی منتشر کرد. پست وی وایرال شد و کاربران این سؤال را مطرح کردند که چرا پزشکانی که هشدارها را از قبل داده بودند از سوی مقامات مجبور به سکوت شدند.

### واکنش
لی در رسانه‌های چین مورد توجه قرار گرفت زیرا تصور می‌شد یکی از هشت «خبربر» است که توسط پلیس ووهان به آن‌ها تذکر داده شده‌است. با این حال، براساس برخی رسانه‌ها، پلیس ووهان در تاریخ ۱ ژانویه هشت «خبر بر» را احضار کرد، در حالی که لی و شی زی لینکا دیگر پزشک بیمارستان اتحادیه ووهان در ۳ ژانویه اخطار گرفتند. به این معنی که ممکن است این دو نفر جزئی از این گروه نباشند. بعداً لی پاسخ داد که او نمی‌داند آیا او یکی از «خبر بر» ها است یا خیر، اما به خاطر گفتن حقیقت به او هشدار داده شده‌است. مجازات لی به دلیل «شایعات گسترده» در دوربین مدار بسته پخش شد و سیگنال تأیید دولت مرکزی را برای این توبیخ اعلام کرد.
در ۴ فوریه، دادگاه عالی خلق چین گفت که هشت شهروند ووهان نباید مجازات شوند زیرا آنچه گفته‌اند کاملاً نادرست نبود. در رسانه‌های اجتماعی نوشت: شاید این مسئله خوشبختانه باشد اگر مردم به این شایعات اعتقاد داشته باشند، پس از آن شروع به پوشیدن ماسک و انجام اقدامات ضدعفونی کرده باشند و از بازار حیوانات وحشی دوری می‌کردند. اما دولت چین هنوز عذر خواهی رسمی منتشر نکرده‌است.
لی به Caixin گفته‌است که نگران بوده‌است که بیمارستان وی را به دلیل انتشار شایعات مجازات کند. اما پس از انتقاد دادگاه عالی از پلیس احساس آرامش می‌کند. لی گفت: «من فکر می‌کنم باید بیش از یک صدا در یک جامعه سالم وجود داشته باشد؛ و من استفاده از قدرت عمومی را برای مداخلات بیش از حد تأیید نمی‌کنم.»

## بیماری و مرگ

### عفونتکرونا ویروس
در ۸ ژانویه وقتی یک بیمار دچار کرونا ویروس را معاینه می‌کرد دچار آن عفونت شد. بیمار مبتلا به آب سیاه حاد زاویه بسته بوده و روز بعد تب داشت. لی سپس شروع به گمان کرد که بیمار ممکن است به عفونت کروناویروس مبتلا باشد. وی در ۱۰ ژانویه تب و سرفه گرفت که خیلی زود شدید شد. دکتر یو چنگبو، یک متخصص پزشکی ژجیانگ که به ووهان فرستاده شده‌است، به رسانه‌ها گفت که اگرچه بیشتر بیماران جوان تمایل به ایجاد شرایط شدید این بیماری ندارند، اما بیمار آب سیاه که لی در ۸ ژانویه دید، مغازه دار در بازار غذاهای دریایی Huanan با بار ویروسی بالا بود؛ که می‌تواند عفونت لی را تشدید کند.

### مرگ گزارش شده
به گفته یک همکار شرایط لی در ۵ فوریه بحرانی شد. در ۶ فوریه در حالی که لی با یک دوست تلفنی داشت. به دوست گفت که در تنفس مشکلی دارد و اشباع اکسیژن وی به ۸۵٪ کاهش یافته‌است. حدود ساعت ۱۹، او را به اورژانس اعزام کردند. طبق گفته چین نیوزویک ضربان قلب وی ساعت ۲۱:۳۰ متوقف شد. در پست‌های رسانه‌های اجتماعی، رسانه‌های دولتی چین گزارش دادند که لی درگذشت، اما پست‌ها به زودی حذف شدند. بعداً، بیمارستان مرکزی ووهان به زودی بیانیه ای منتشر کرد که متناقض با خبرهای درگذشت وی است: در روند مبارزه با کوروناویروس، پزشک چشم از بیمارستان ما «لی ونلیانگ» متأسفانه به این بیماری مبتلا شد. او اکنون در شرایط بحرانی قرار دارد و ما تمام تلاش خود را برای نجات انجام می‌دهیم. گزارش شده‌است که اکسیژناسیون غشایی برون پیکری (ECMO) برای زنده نگه داشتن او استفاده می‌شود. با این حال تلاش ناموفق بود و بیمارستان اعلام کرد که لی در ساعت ۲:۵۸ صبح در ۷ فوریه ۲۰۲۰ درگذشت.
در طی سردرگمی در ساعت ۱:۴۹ صبح بیش از ۱۷ میلیون نفر در حال تماشای استریم زنده وضعیت حال او بودند.

### واکنش‌ها به مرگ لی
سازمان بهداشت جهانی در توییتر خود نوشت که اظهار داشت «از درگذشت دکتر لی ون لیانگ بسیار ناراحت است» و «همه ما باید کاری را انجام دهیم که او در #2019nCoV انجام داد».
مرگ لی باعث ناراحتی و عصبانیت شدیدی در رسانه‌های اجتماعی شد که به خواست آزادی آزادی بیان دامن زد. هشتگ #wewantfreedomofspeech در مدت ۵ ساعت مانند سایر هشتگ‌ها و پستهای مرتبط بیش از ۲ میلیون بازدید و بیش از ۵٬۵۰۰ پست کسب کرد تا در نهایت توسط سانسور پاک گشت.
شهروندان ووهان گل‌ها را در بیمارستان مرکزی ووهان جایی که او کار می‌کرد و مرد قرار دادند و همچنین به نواختن سوت در آنجا پرداختند. در اینترنت، مردم به‌طور خودجوش فعالیت خود را با موضوع «من امشب برای ووهان سوت زدم» را راه اندازی کردند، جایی که همه پنج دقیقه تمام چراغ‌ها را در خانه‌های خود خاموش نگه داشتند و بعداً سوت‌ها را منفجر کردند و به مدت پنج دقیقه در پنجره‌های خود درخشیدند. بسیاری از مردم برای لی در آخرین پست سینا ویبو اش پیام گذاشتند. برخی از مرگ وی و ابراز خشم مقامات خبر دادند. او همچنین «قهرمان عادی» اعلام شد.

## خانواده
لی همسر و یک فرزند داشت. همسرش هنگام فوت فرزند دوم خود را باردار شد. وقتی لی شروع به علائم کرد قبل از بستری شدن در ۱۲ ژانویه یک اتاق هتل را برای جلوگیری از احتمال آلوده شدن به خانواده اش رزرو کرد. علی‌رغم این احتیاط والدین وی به بیماری کوروناویروس آلوده شدند.